# (215) Oenone
(215) Oenone ist ein Asteroid des mittleren Hauptgürtels, der am 7. April 1880 vom russisch-deutschen Astronomen Viktor Knorre an der Berliner Sternwarte in Friedrichstadt bei einer Helligkeit von etwa 13 mag entdeckt wurde.
Der Asteroid wurde benannt nach einer Nymphe des Berges Ida in Phrygien. Oenone war die Frau von Paris. Sie sagte voraus, dass ihr Mann sie im Stich lassen, Helena entführen und Troja ruinieren würde.

## Wissenschaftliche Auswertung
Aus Ergebnissen der IRAS Minor Planet Survey (IMPS) wurden 1992 erstmals Angaben zu Durchmesser und Albedo für zahlreiche Asteroiden abgeleitet, darunter auch (215) Oenone, für die damals Werte von 35,5 km bzw. 0,20 erhalten wurden. Eine Auswertung von Beobachtungen durch das Projekt NEOWISE im nahen Infrarot führte 2011 zu vorläufigen Werten für den Durchmesser und die Albedo im sichtbaren Bereich von 42,9 km bzw. 0,14. Nachdem die Werte 2012 auf 35,5 km bzw. 0,24 geändert worden waren, wurden sie 2014 erneut auf 35,2 km bzw. 0,18 korrigiert.
Die Rotationsperiode von (215) Oenone war bis dahin nur ungenügend bekannt, daher wurde sie vom 12. bis 24. Januar und dann noch einmal vom 5. Februar bis 7. März 2013 am Organ Mesa Observatory in New Mexico photometrisch beobachtet. Aus der gemessenen Lichtkurve konnte eine Rotationsperiode von 27,93 h abgeleitet werden.
Aus archivierten Daten des Asteroid Terrestrial-impact Last Alert System (ATLAS) aus dem Zeitraum 2015 bis 2018 wurden dann in einer Untersuchung von 2020 mit der Methode der konvexen Inversion für ein dreidimensionales Gestaltmodell des Asteroiden eine Position für die Rotationsachse mit einer prograden Rotation sowie eine Periode von 27,9081 h bestimmt. Aus den Daten von ATLAS wurde in einer Untersuchung von 2022 mit der Methode der konvexen Inversion noch einmal eine Rotationsperiode von 27,9077 h berechnet.
In einer Untersuchung von 2025 konnte durch thermophysikalische Modellierung ein Gestaltmodell von (215) Oenone für zwei verbesserte alternative Rotationsachsen mit prograder Rotation und einer Periode von 27,90774 h berechnet werden. Für den effektiven Durchmesser wurde ein Wert von 37 ± 2 km und für die Albedo von 0,23 abgeleitet. Die Auswertung einer Sternbedeckung durch den Asteroiden vom 27. September 2024 ergab zwar keine eindeutigen Hinweise zur Bevorzugung einer der beiden Rotationsachsen, es konnte dabei aber die Größe des Asteroiden zu 36 oder 38 ± 1 km (siehe Anmerkung bei den Einzelnachweisen) bestimmt werden.

## Asteroidenpaar
(215) Oenone bildet mit dem Asteroiden (1851) Lacroute ein quasi-complanares Asteroidenpaar. Sie besitzen zum Teil sehr ähnliche Bahnelemente und bewegen sich nahezu in der gleichen Bahnebene, allerdings sind ihre Bahnen unterschiedlich stark elliptisch und ihre Apsidenlinien sind etwas gegeneinander verdreht. Da (215) Oenone eine deutlich geringere Umlaufzeit um die Sonne als (1815) Lacroute hat, überholt sie ihn etwa alle 28 Jahre. In der Annahme, dass sie sich dabei extrem nahekommen könnten, wurde vorgeschlagen, zur genaueren Bestimmung der Masse des größeren Asteroiden astrometrische Messungen solcher Ereignisse auszuwerten. In den 1000 Jahren um die derzeitige Epoche herum kommen sich die beiden Körper aber nie näher als bis auf etwa 3,5 Mio. km.